# لاخطوية-لاوقوفية
 اللاخطوية-اللاوقوفية  (بالإنجليزية:Astasia-abasia ) هي عدم القدرة  على الوقوف أو المشي بطريقة طبيعية. اللاوقوفية ( Astasia) تشير إلى عدم القدرة على الوقوف والاستقامة  بدون مساعدة. اللاخطوية(Abasia ) تشير إلى اعتلال في التنسيق الحركي خلال المشي. مصطلح اللاخطوية يعني حرفيا أن المسافة الجانبية بين القدمين في المشي  متقلبة و غير قابلة للقياس. عند الإصابة به نتيجة اضطراب التحويل ، تكون المشيه غريبة ولا توحي بخلل عضوي معين : في كثير من الأحيان يترنح المريض بعنف و يقترب من السقوط ،ولكنه يستعيد توازنه  في آخر لحظة.
عدم  القدرة على الوقوف أو المشي بشكل كامل يمكن ملاحظته في الأمراض العصبية مثل السكتة الدماغية، مرض باركنسون،  تلف المخيخ، متلازمة غيلان باريه، استسقاء الرأس سوي الضغط
 وغيرها الكثير. في استسقاء الرأس سوي الضغط
، على سبيل المثال، عندما لا يتم علاج المريض، مشية المريض تصبح قصيرة مع حصول خلط وارتباك وسقوط في أحيان كثيرة، وأخيرا تتطور الحالة حتى يصبح الوقوف والجلوس أو حتى التقلب على السرير مستحيلا. ويشار إلى هذه الحالة المتقدمة باسم «استسقاء الرأس اللاخطوي واللاوقوفي».